# آدام بیلی
آدام بیلی (انگلیسی: Adam Bailey؛ زادهٔ ۱۳ ژانویهٔ ۱۹۸۹) بازیکن فوتبال اهل بریتانیا است.